# Rebekah Johnson
Rebekah Johnson (3 de septiembre de 1976) es una cantante, compositora y actriz estadounidense. Escribió la canción "Beautiful Disaster" para Kelly Clarkson, a la que gustó tanto que la incluyó en sus dos álbumes. 
Rebekah ha tenido dos papeles principales en dos películas, Liberty Heights de Barry Levinson, y en la película de temática gay de 2003 Latter Days, donde cantó dos temas: "Another Beautiful Day" y "Tuesday 3:00am".

## Discografía
- Remember to Breathe (1998)
- The Trouble With Fiction (2005)
- You're A Spark (2007)
- Souvenir (2011)
- Asphalt Heart (2015)

## Filmografía
- Ruby Jean and Joe (1996) - Ruby Jean
- As Good as It Gets (1997) - Mesera
- Liberty Heights (1999) - Sylvia
- Latter Days  (2003) - Julie Taylor